# Grafikaportál
A Grafikaportál egy szabadon hozzáférhető tudományos képadatbázis múzeumok, könyvtárak, illetve archívumok gyűjteményének vagy egyetemi és egyetemen kívüli kutatóintézetek lenyomatairól és rajzairól. A 2011- alapított „Grafika hálózat” elnevezésű munkacsoport megbízásából, a marburgi Phillips Egyetem egyik intézete, a Német Művészettörténeti Dokumentációs Központ – Képarchívum Foto Marburg működteti.

## Célok és jellemzők
A Grafikaportál célja, hogy a grafikai gyűjtemények összességét tudományos követelményekhez igazítva összegyűjtse, majd egy közös platformon nyilvánosan elérhetővé tegye. A partnerek ehhez a célhoz a Gemeinsamen Feldkatalogban az adatok összegyűjtéséhez egy egységes normában állapodtak meg, amely az egyes gyűjtemények tárgyait rendezi, osztályozza és egy fölérendelt kontextusba helyezi. Ezek alapján a Grafikaportálon a felvitt adatok szakmai szabályok alapján kapcsolódnak össze úgy, hogy különböző művészettudományi kérdések érvényre tudjanak jutni. Például úgy, hogy egy lenyomat különböző változatai egy keresési eredményként jelenjenek meg a rendszerben, továbbá tartalmilag is össze vannak kapcsolva az elemek, tehát fel van tüntetve, hogy az egyik tárgy előtanulmánya vagy reprodukciója-e egy másiknak.

## Tartalmak
A Grafikaportálon 24 európai ország grafikai gyűjteményéből közel 300 000 rajz, akvarell, fametszet, metszet és rézkarc digitalizált változatát találhatjuk meg, illetve művészettudományi ismereteket is megtudhatunk róluk. Eddig a portálhoz csatlakozó gyűjtemények között vannak múzeumok, könyvtárak és kutatóintézetek is, mint például a Kupferstichkabinette der Staatlichen Museen zu Berlin – Preußischer Kulturbesitz, a Staatlichen Kunstsammlungen Dresden vagy a Hamburger Kunsthalle. Nemzetközi partnerek is találhatók itt, mint például az  Albertina és a MAK-Bibliothek und Kunstblättersammlung Bécsben, a Graphischen Sammlungen der ETH Zürich, valamint a Zentralbibliothek Zürich vagy a  Bibliotheca Hertziana – Max Planck-Institut für Kunstgeschichte.

## Fordítás
Ez a szócikk részben vagy egészben  a   Graphikportal című német Wikipédia-szócikk ezen változatának fordításán alapul.  Az eredeti cikk szerkesztőit annak laptörténete sorolja fel. Ez a jelzés csupán a megfogalmazás eredetét és a szerzői jogokat jelzi, nem szolgál a cikkben szereplő információk forrásmegjelöléseként.